# ستيوارت أوليفر (سائق سيارة سباق)
ستيوارت أوليفر (بالإنجليزية: Stuart Oliver)‏ هو سائق سيارة سباق بريطاني، ولد في 2 يوليو 1963 في هكسهام ‏ في المملكة المتحدة.